# 新居浜町
新居浜町（にいはまちょう）は、愛媛県新居郡にあった町。現在の新居浜市の中心部にあたる。本項では町制前の名称である新居浜村（にいはまむら）についても述べる。現在の新居浜市は1953年に新設合併で誕生したものであり、本町とは異なる自治体である。

## 地理
- 海洋 ： 燧灘
- 河川 ： 尻無川、東川、王子川

## 歴史
- 1889年（明治22年）12月15日 - 町村制の施行により、近世以来の新居浜浦が単独で自治体を形成して新居浜村が発足。
- 1908年（明治41年）1月1日 - 新居浜村が町制施行して新居浜町となる。
- 1937年（昭和12年）11月3日 - 金子村・高津村と合併して新居浜市が発足。同日村廃止。

## 交通

### 鉄道路線
- 住友別子鉱山鉄道
  - 端出場本線
    - 新居浜港駅 - 昭和橋駅

  - 惣開支線
    - 惣開駅 - 原地駅